# Pobles de l'Oest
Els Pobles de l'Oest, també coneguts com a Poblats de l'Oest és el nom que rep el districte número 18 de la ciutat de València, capital del País Valencià. Es compon de només dos barris, ambdós antics pobles de l'Horta de València: Benimàmet i Beniferri, aquest darrer el més menut.

## Geografia

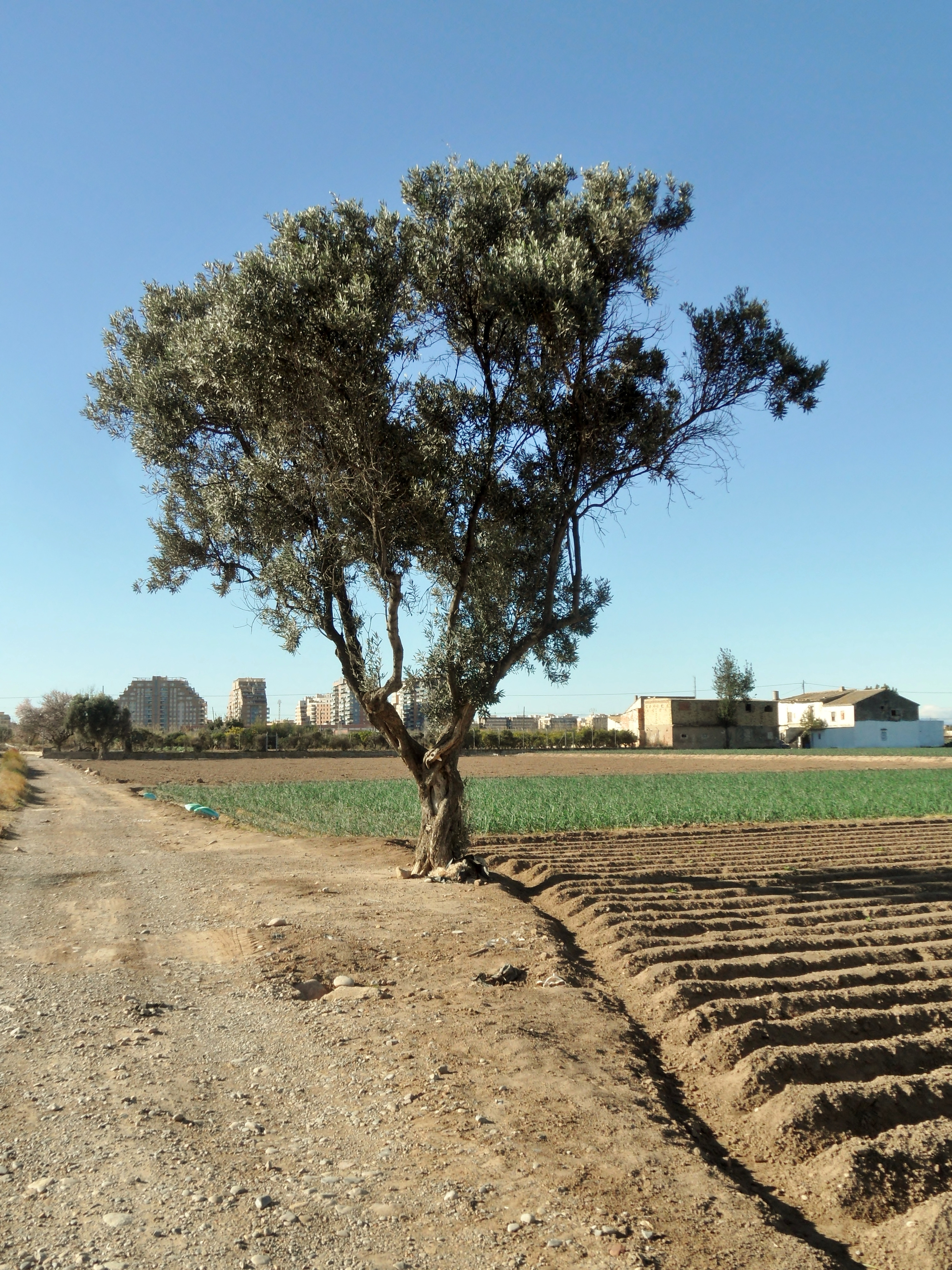
Olivera entre l'horta del districte

El districte dels Pobles de l'Oest, com el seu nom indica, es troba localitzat a l'extrem nord-occidental del terme municipal de la ciutat de València, a la comarca homònima del País Valencià. Tot i no pertànyer administrativament, cultural i històricament els Pobles de l'Oest són part de l'antiga comarca de l'Horta. Administrativament, el districte limita al nord amb els municipis de Burjassot i Paterna, tots dos a la comarca de l'Horta Nord; cap a l'est limita amb el districte valencià de Benicalap; al sud ho fa amb el districte de Campanar; i a l'oest altra vegada amb Paterna.
Els Pobles de l'Oest, tot i que prou urbanitzats durant les darreries del segle XX i la primera dècada del segle XXI, encara conserva un considerable espai natural en forma d'horta. Actualment, el terreny d'horta suposa vora el 20% del territori del districte, prou menys en comparació que el veí de Campanar.

### Barris
El districte dels Pobles de l'Oest comprén dos barris, numerats per un ordre de l'Ajuntament de València. Els barris amb la seua població, superfície en hectarees i densitat són els següents:
| |          |          |          |
| \| Municipi \| Població \| Extensió \| Densitat \| \| ------------ \| -------- \| -------- \| -------- \| \| Benimàmet[3] \| 13.375 \| 147,7 \| 90,6 \| \| Beniferri[4] \| 1.171 \| 53,4 \| 21,9 \| \| Total \| 14.546 \| 201,1 \| 72,3 \| |          |          |          |
| Municipi | Població | Extensió | Densitat |
| Benimàmet | 13.375   | 147,7    | 90,6     |
| Beniferri | 1.171    | 53,4     | 21,9     |
| Total | 14.546   | 201,1    | 72,3     |

## Història

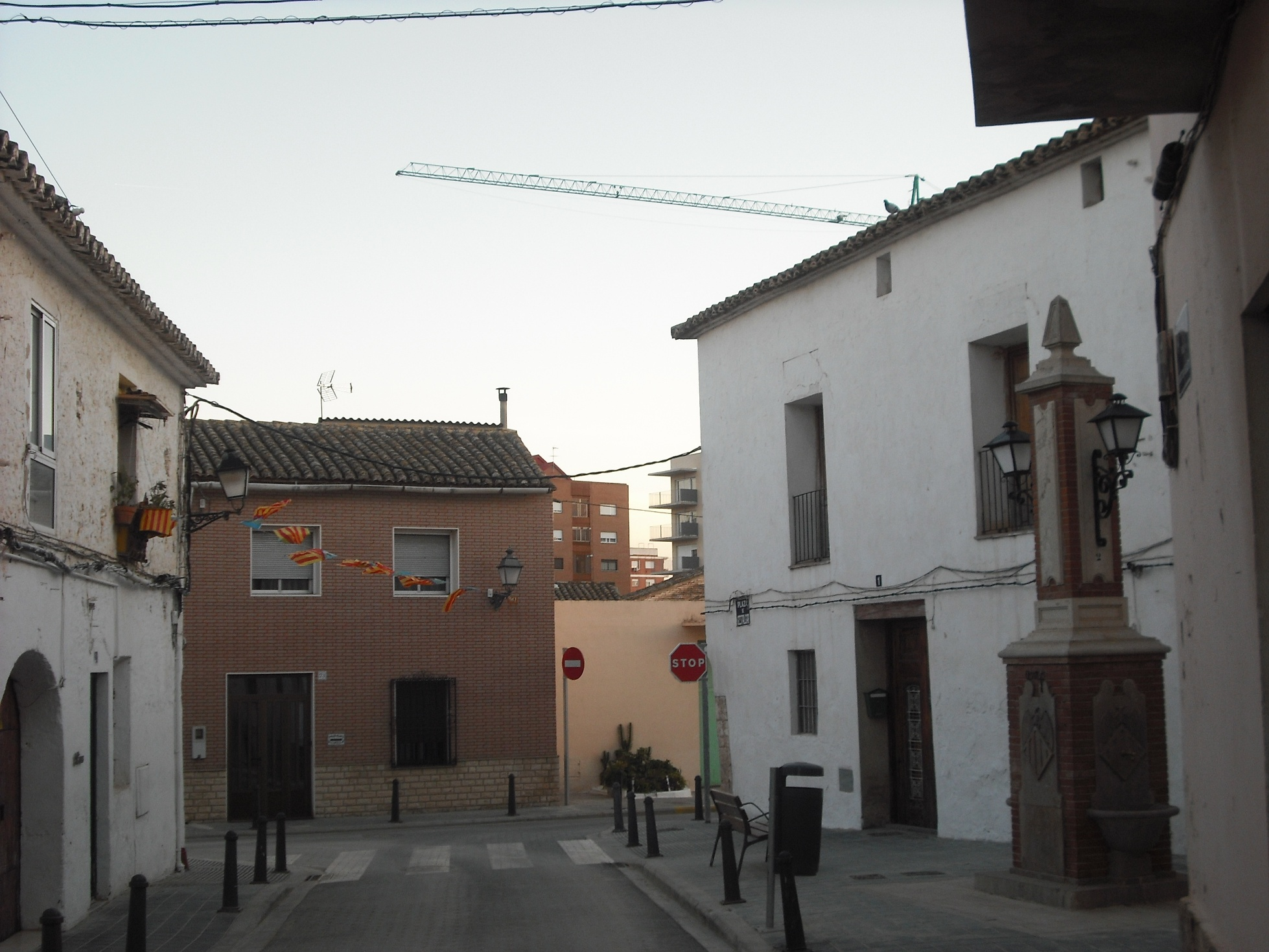
Conjunt històric de Beniferri

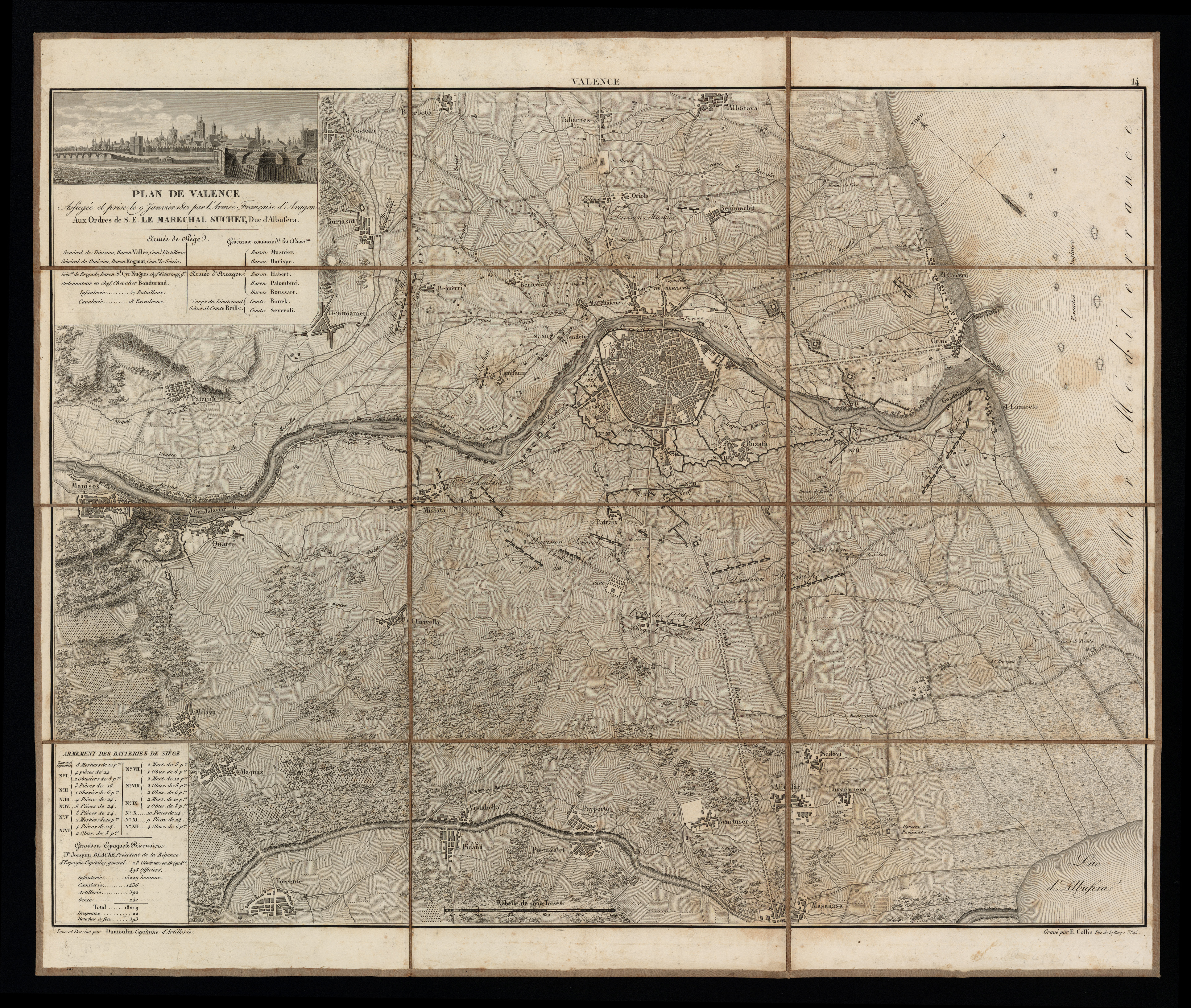
Mapa de València francés de 1812

L'alqueria de Beniferri, amb la conquesta cristiana de València pel Rei en Jaume I passà per diversos senyors fins que el 6 d'agost de 1811 les Corts de Càdis declaren l'extinció de les senyories, constituint-se Beniferri en municipi independent. Els darrers senyors de Beniferri foren els comtes de Parcent. Per la seua banda, la primera aparició escrita de Benimàmet fou al Llibre del Repartiment, després de la conquesta, on es reparteix les cases de l'alqueria pel Rei en Jaume. El 17 de maig de 1808, durant la guerra del francès, el capellà de Beniferri Mossén Juan Martí alçà la vei i encapçalà la resistència popular contra l'invasor francés fins i tot abans que Vicent Doménech el Palleter.
Els dos pobles que actualment formen part del districte, Beniferri i Benimàmet foren annexionats a València el 23 de juliol de 1872 per la seua condició de municipis inferiors a 2.000 veïns. L'any 1887 serien inclosos en el nou districte del Museu, el qual comptava amb 16.401 veïns el mateix any i 30.029 l'any 1939, quan desaparegué.
Després de la guerra civil espanyola, l'any 1939 el nou ajuntament abolí el sistema de districtes de la restauració, creant-ne un de nou. El territori de Beniferri i Benimàmet fou inclòs en el de Saïdia. L'any 1979, amb l'arribada dels nous ajuntaments de la constitució de 1978, l'Ajuntament de València creà els nous i actuals 19 districtes, sent un d'ells els Pobles de l'Oest.
Actualment, els Poblats de l'Oest depenen de l'ajuntament de València en consideració de districte. No obstant això, donada la seua condició de poblament rural, expliquen, d'acord amb les lleis estatals i autonòmiques pertinents i un alcalde de barri que s'encarrega de vetllar pel bon funcionament dels barris i de les relacions cíviques, signar informes administratius i elevar a l'ajuntament de la ciutat les propostes, suggeriments, denúncies i reclamacions dels veïns. L'alcaldia de barri es troba a Benimàmet, i dona servei també a Beniferri.

## Demografia
Població segons origen (2022)
Activitats econòmiques (2022)

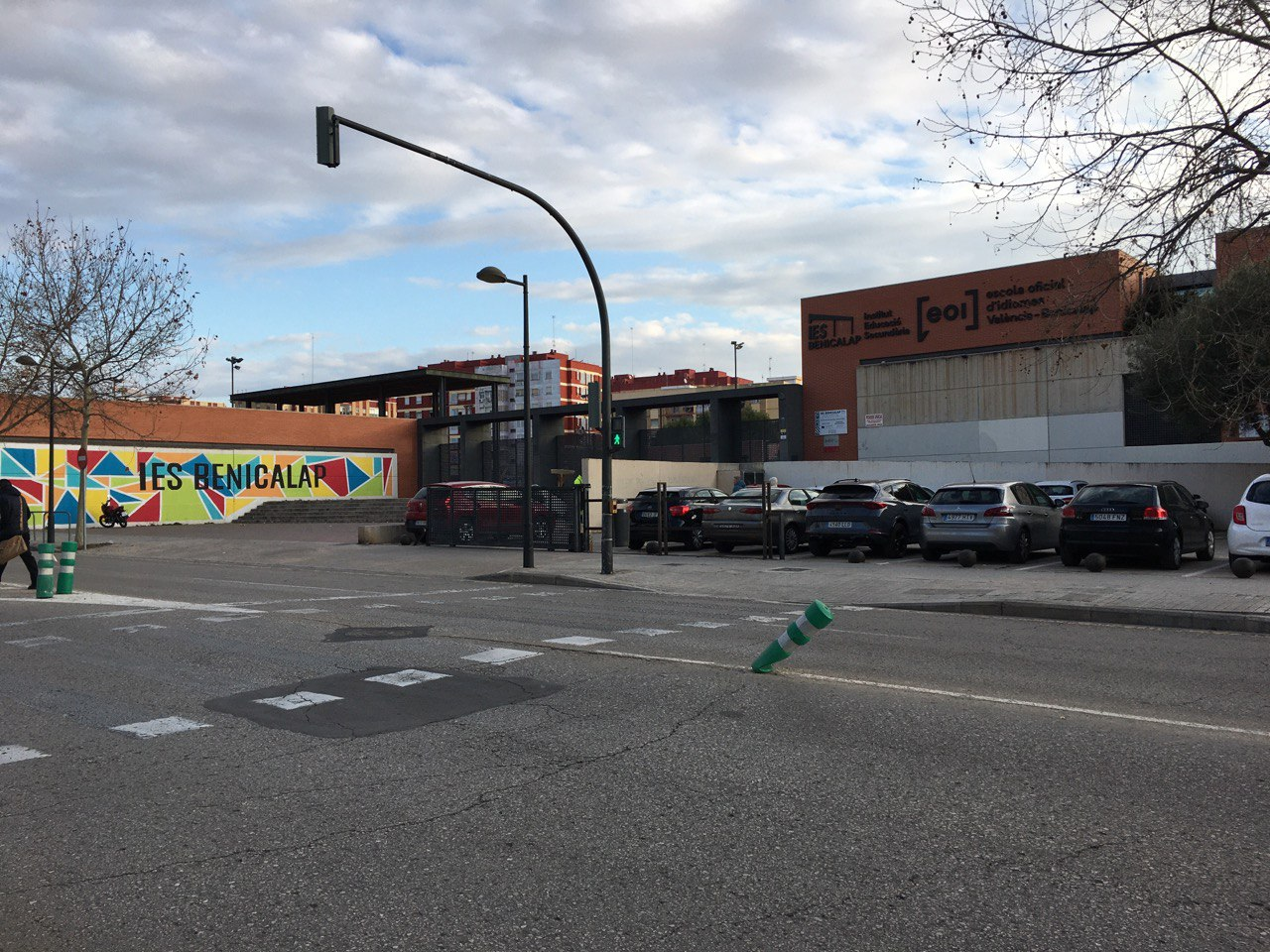
IES Benicalap, a Beniferri

Des dels primers registres de l'any 1970, la població del districte dels Pobles de l'Oest ha estat augmentant de manera estable i moderada. Segons la fitxa d'estadística de l'Ajuntament de València de l'any 2022, als Pobles de l'Oest viuen 14.546 persones, de les quals hi han 7.052 homes i 7.494 dones; majoritàriament entre els 40 i 50 anys ambdós sexes. Segons origen, el grup més nombrós és el nascut a València amb un 55% de les persones, seguit de vora un 20% nascut a l'estranger i vora un 16% a la resta d'Espanya; el percentatge d'habitants nascuts a la resta de la comarca de l'Horta i el País Valencià és sensiblement menor. Quant a alfabetització, el grup més nombrós d'habitants té "graduat escolar o equivalent" seguit del que té "Batxiller, Formació Professional de Segon Grau o Títols equivalents o superiors" fent aquests dos grups més del 60% de la població. El creixement vegetatiu és de -11. El districte disposa de 5 centres d'educació preescolar i infantil (1 públics, 3 privats i 1 concertat); 2 centres d'educació primària (1 públic i 1 concertat/privat); 3 centres d'Educació Secundària Obligatòria (2 públics i 1 concertat/privat); 2 centres públics de batxillerat; 2 centres públics de cicles formatius de grau mitjà i 2 centres públics de cicles formatius de grau superior. L'etàpa educactiva amb més alumnes és l'ESO, seguida de la primària. Les activitats econòmiques del districte són majoritàriament del sector terciari o serveis.
| Gràfica d'evolució de Pobles de l'Oest entre 1970 i 2021 |
|                                                          |

## Transport

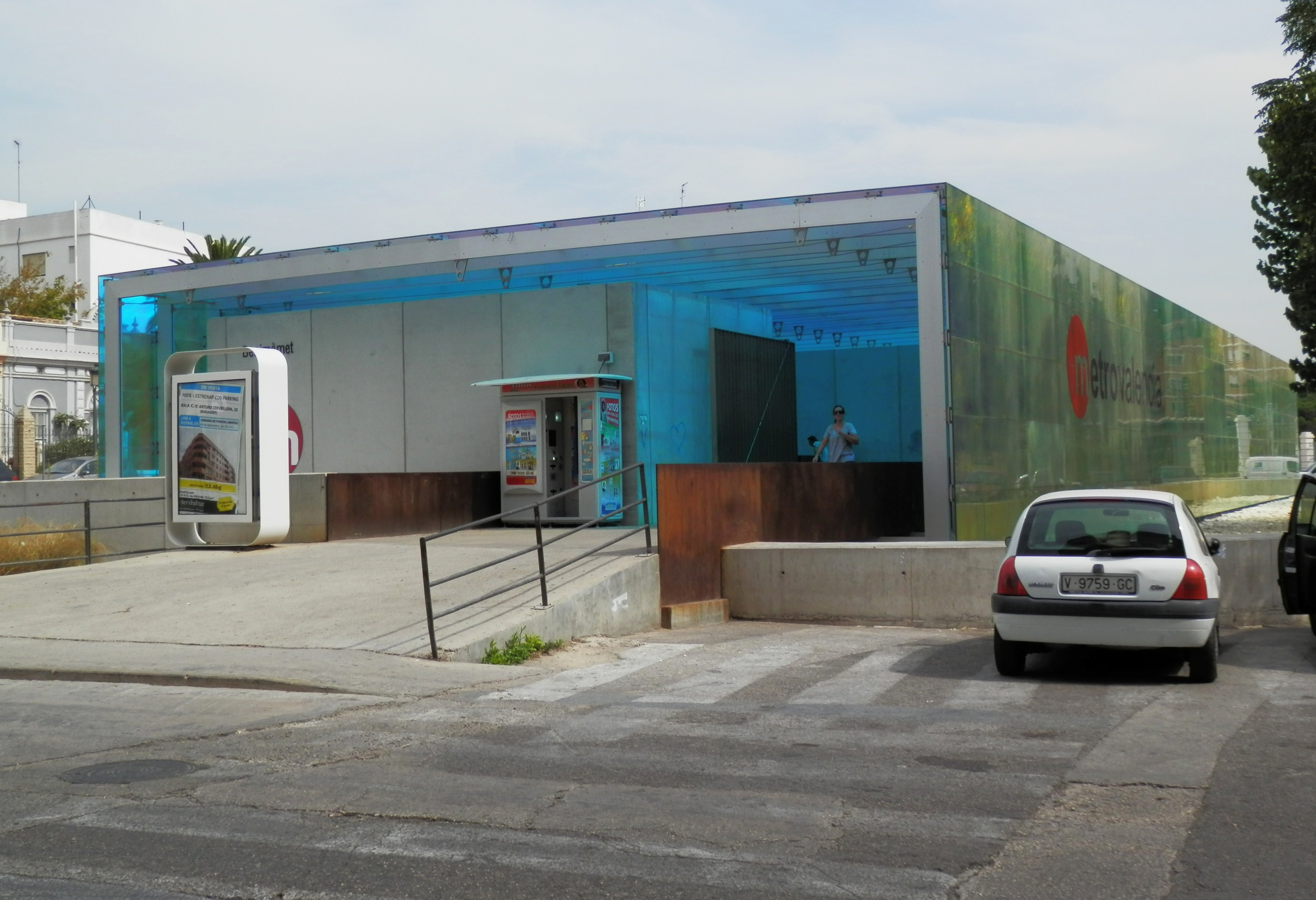
Estació de Benimàmet (FGV)

### Públic
- Ferrocarrils de la Generalitat Valenciana-Metrovalència (FGV)
  - Benimàmet - Les Carolines-Fira - Fira València
- Empresa Municipal de Transports de València (EMT)[15]
  - 62 - 99
- Valenbisi

### Carretera
- CV-30 - CV-31 - CV-35